# Mouvement libertarien
Pour les articles homonymes, voir Parti libertarien.

Le Partido Movimiento Libertario est un parti costaricien fondé en 1994. Il est membre de l'Internationale libérale.
Il a été fondé par Raúl Costales, Rigoberto Stewart et Otto Guevara Guth.
Ce dernier représente son mouvement aux élections de 2002 (1,7 % des voix), 2006 (8,4 % des voix) et 2010 (20,96 % des voix). 